# Neotrichus cheops
Neotrichus cheops is een keversoort uit de familie somberkevers (Zopheridae). De wetenschappelijke naam van de soort werd in 1941 gepubliceerd door Howard Everest Hinton.